# Ward Hill Lamon
Ward Hill Lamon (6 janvier 1828 - 7 mai 1893) est un ami de longue date mais aussi le garde du corps du président des États-Unis, Abraham Lincoln, qu'il a souvent protégé de son physique imposant. Étant envoyé à Richmond en Virginie, il est absent du théâtre Ford, le 14 avril 1865, la nuit où Lincoln est  assassiné. Hormis ses activités de protection, Lamon profite de sa proximité avec Lincoln pour écrire ses souvenirs et une biographie. Cette relation particulière, mais aussi la personnalité même de Lamon, ont fait l'objet de commentaires et de critiques depuis le XIXe siècle jusqu'à nos jours.

## Lamon de sa jeunesse à l'investiture de Lincoln, 1828-1861

### Jeunesse et vie privée
Lamon est né près de Winchester en Virginie et a étudié la médecine pendant 2 ans avant de déménager à Danville quand il a 19 ans, pour vivre avec des membres de sa famille. Il fréquente l'université de Louisville pour obtenir son diplôme de droit et est admis au barreau de l'Illinois en 1851. En 1850, il est retourné en Virginie et s'est marié avec Angelina Turner, avant de retourner en Illinois pour exercer le droit. Sa femme est la fille de Ehud et Priscilla Strode Turner, dont la maison à Beddington est inscrite sur le Registre national des lieux historiques en 2002, sous le nom de Priscilla Strode Turner House. Angelina est morte en avril 1859 en laissant une fille Dorothy, qui a été élevée à Danville, par la sœur de Lamon. En novembre 1860, ce  dernier s'est remarié avec Sally Logan, la fille du juge Stephen T. Logan qui avait été le collaborateur de Lincoln entre 1840 et 1844.

### Les premières années avec Lincoln
La relation professionnelle entre Lincoln et Lamon a commencé en 1852 quand il est devenu l'associé de Lincoln à Danville. Leur partenariat a duré jusqu'en 1857, date à laquelle Lamon a déménagé à Bloomington en tant que prosecuting attorney. Bien que Lamon ait des sympathies pour le Sud et que son rejet de l'abolitionnisme le distingue de Lincoln, ils sont restés amis malgré tout. Il rejoint très vite le tout jeune Parti républicain et fait campagne en 1860 pour Lincoln, qui avait été choisi pour l'investiture républicaine face au sénateur de New York, William Seward. Lamon a d'ailleurs prouvé son amitié en imprimant des tickets pour la convention afin de remplir la salle de ses supporters. Une fois Lincoln élu, Lamon espérait une mission diplomatique à l'étranger mais il a reçu à la place, une lettre de son ami, devenu président, qui disait « Cher Hill, j'ai besoin de toi. Je veux que tu viennes à Washington avec moi, et sois prêt pour un long séjour. » Lamon l'a donc accompagné de Springfield à Washington en février 1861, un voyage qui se révélera mouvementé.

## Lamon et Lincoln de l'investiture à l'assassinat, 1861-1865

### Lamon et le complot de Baltimore

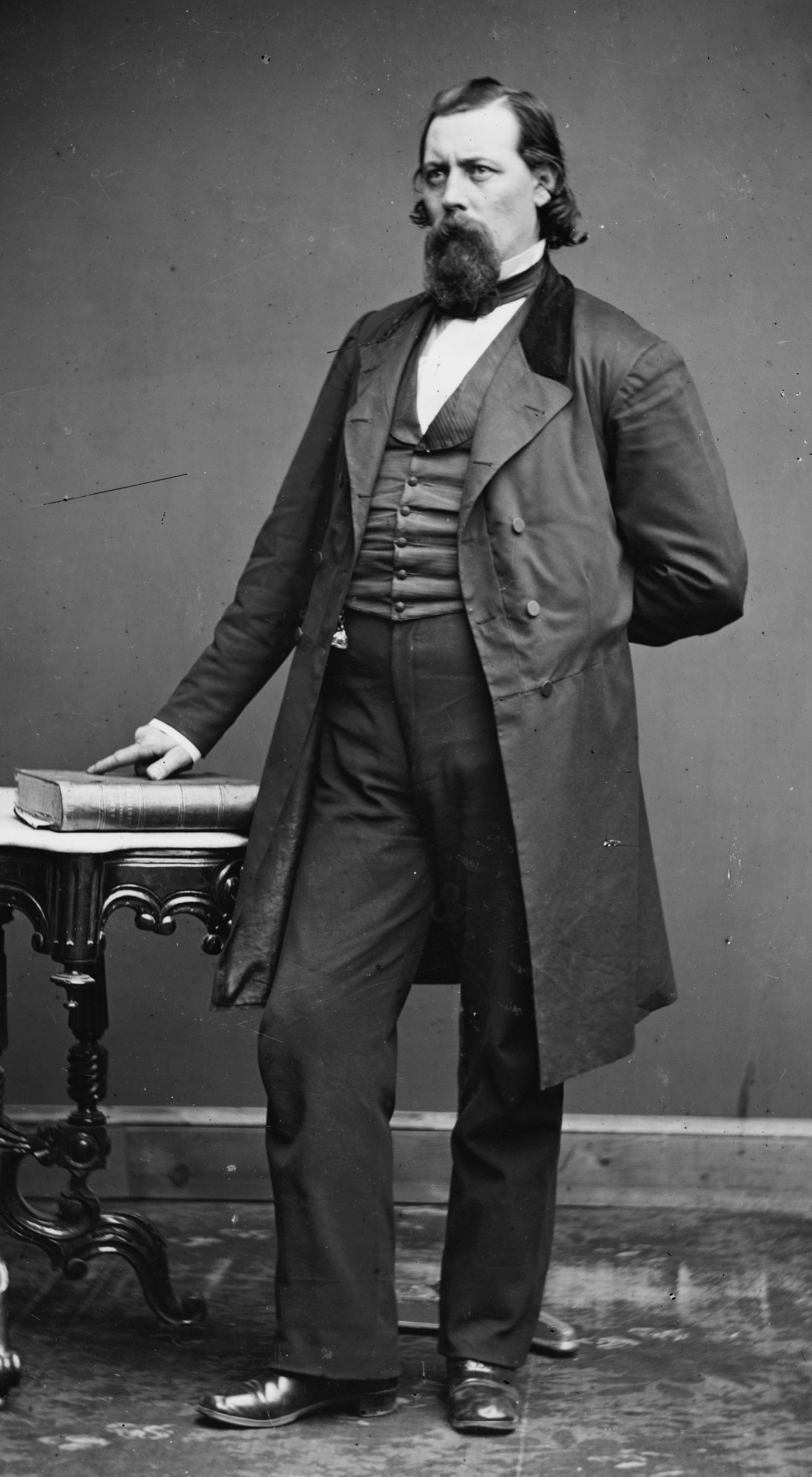
Ward Hill Lamon et sa carrure imposante

En février 1861, le détective Allan Pinkerton annonce avoir découvert un complot visant à assassiner Lincoln lors de sa traversée de Baltimore sur le trajet le conduisant à la cérémonie d'investiture à Washington. Pinkerton a donc expliqué à Lincoln qu'il serait préférable, qu'au lieu de traverser publiquement la ville comme c'était prévu, qu'il prenne un train de nuit direct pour le Capitole. Lamon était le seul ami choisi pour l'accompagner. Pinkerton et lui sont connus pour s'être opposés à propos de la protection du Président. Lamon avait offert à Lincoln « un revolver et un couteau Bowie », tandis que Pinkerton protestait qu'il « ne voudrait pas que le monde affirme que M.. Lincoln avait besoin d'entrer armé au Capitole ». Les deux hommes se sont aussi retrouvés en désaccord lorsque Lamon a voulu alerter le Chicago Journal de leur arrivée prématurée à Washington alors que Pinkerton, plus prudemment, souhaitait ne pas faire connaître leur changement de plan. Dans son récit du complot, Pinkerton décrivait Lamon comme un «  imbécile égoïste sans cervelle ». Lincoln a donc traversé Baltimore la nuit en secret tandis que le lendemain, le train transportant Mrs. Lincoln et d'autres, a parcouru la ville en toute sécurité, malgré l'affirmation de Pinkerton qui prétendait que des grenades à main et des bombes incendiaires seraient utilisées pour attaquer le train.

### Entre amitié et professionnalisme

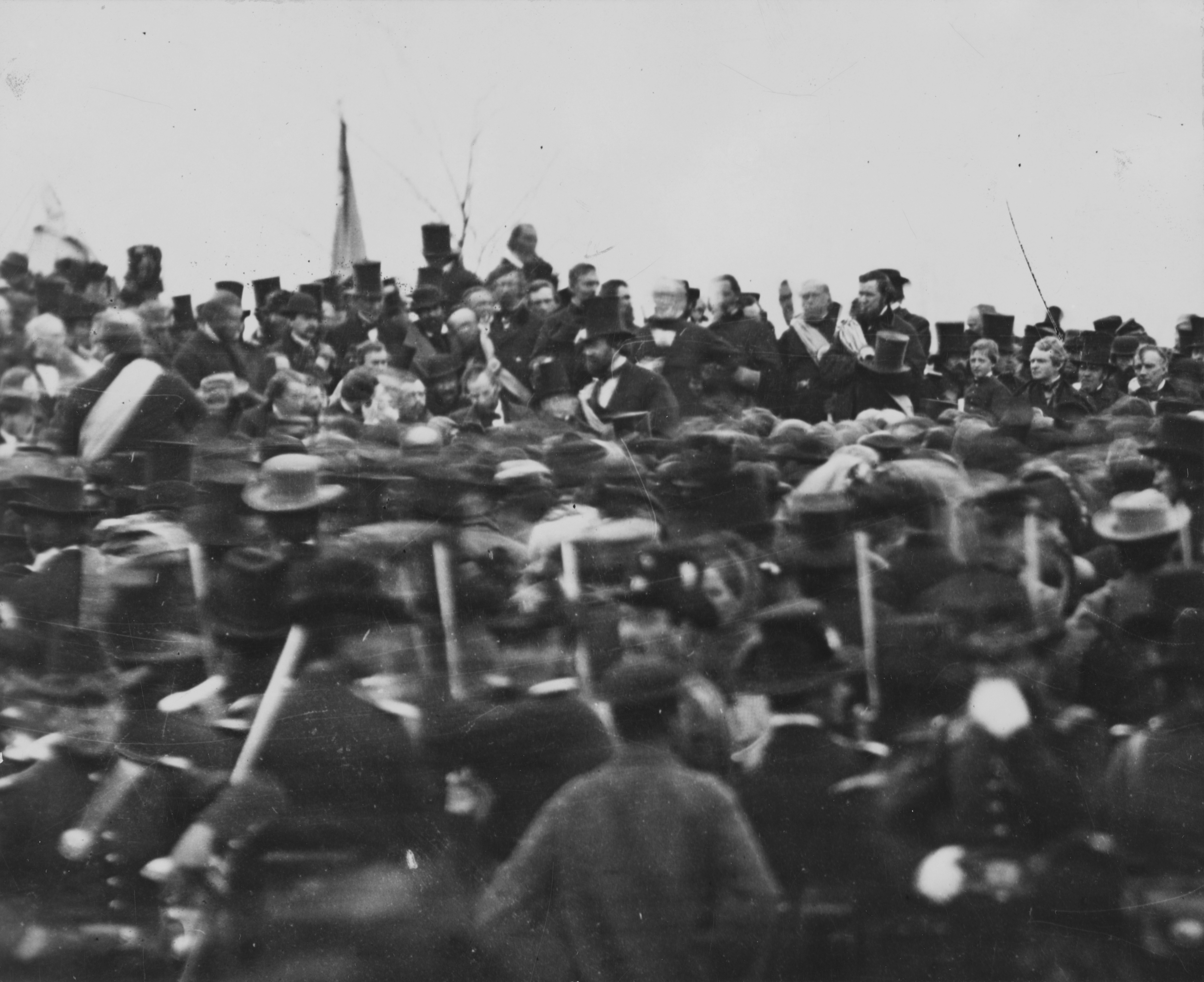
Abraham Lincoln à Gettysburg (au centre). Ward Hill Lamon est placé à la droite de Lincoln.

Peu de temps après son investiture en 1861, Lincoln a nommé Lamon, marshal des États-Unis du district de Columbia. L'une de ses premières actions en tant que marshal a été de visiter Fort Sumter en mars 1861 pour rencontrer le major Robert Anderson, commandant du fort, et le gouverneur Francis Pickens. Les explications varient sur les responsabilités de Lamon durant cette visite. On a pu dire que Lamon était juste un des émissaires, le premier étant le capitaine Gustavus Fox, envoyés par Lincoln pour déterminer si Fort Sumter pourrait être délivré par la mer. Dans le même temps, Lamon devait attirer l'attention sur sa visite, tandis qu'un autre ami de Lincoln, Stephen Hurlbut était envoyé pour mesurer discrètement le sentiment anti-Union à Charleston (il a justement découvert qu'il était fort). Des versions disent que Lamon s'est exposé au déplaisir de Lincoln en rencontrant le gouverneur Pickens et en l'informant de l'intérêt du repli sur Fort Sumter. Un autre récit montre Lamon voyageant avec la pleine confiance de Lincoln, comme pourrait le résumé ces quelques mots écrit par le président « Allez Lamon, et Dieu vous bénisse ». Alors que d'autres le décrivent comme étant sous l'influence de Seward et irritant Lincoln.
Hormis la mission à Fort Sumter, la position du marshal lui permettait d'avoir un accès légitime au président même s'il s'est souvent opposé à ce dernier qui n'a jamais vraiment pris soin de sa propre sécurité étant donné qu'il ne se croyait pas en danger. D'ailleurs, ce que Lamon a fait en tant que garde du corps de Lincoln, il l'a fait plus par amitié que pour respecter les exigences de son poste. Cela ne l'empêchait pas de prendre sa tâche très au sérieux, à tel point que son ami Leonard Swett raconte que durant les trois mois où il est resté avec Lamon à l'automne 1864, il voyait Lamon le quitter toutes les nuits pour aller à la Maison-Blanche, où il patrouillait sur le terrain. Durant une de ces patrouilles, il a tué un homme caché dans les buissons de la Maison-Blanche sur lequel on a découvert deux pistolets et deux couteaux. Pour renforcer ce portrait d'homme dévoué, le secrétaire présidentiel John Hay notait dans son journal, qu'une nuit, il l'avait vu s'envelopper dans son manteau et se coucher devant la porte de la chambre de Lincoln. Lamon n'était pas à Washington la nuit où Lincoln a été assassiné, étant en mission à Richmond. Et dans ses Souvenirs d'Abraham Lincoln (Recollections of Abraham Lincoln) Lamon révélait qu'avant de partir pour Richmond, il avait imploré le président de ne pas aller dehors cette nuit après qu'il fut parti, particulièrement au théâtre. Après l'assassinat, Lamon a accompagné la procession funèbre à Springfield, Illinois.

## Sa vie après la mort du président
Lamon qui a remis sa démission de marshal en juin 1865, a aussi refusé le département des Postes qu'on lui proposait. La mort de Lincoln l'a durablement marqué jusqu'à atteindre sa santé. Il a créé un cabinet d'avocat avec Jeremiah S. Black qui a été dissous en 1879 à la suite du mauvais accueil réservé à son livre sur Lincoln. En 1879, Lamon et sa femme Sally déménagent à Boulder puis plus tard à Denver, où il a entretenu une amitié avec le poète Eugene Field. Leur mauvais état de santé a causé leur retour à Washington en 1886, et en 1889 ils sont partis en Europe, pour des soins thermaux. En 1892, Sally mourut d'ailleurs à Bruxelles. Lamon est alors parti à Martinburg où il a été soigné par sa fille Dorothy, jusqu'à sa mort le 7 mai 1893, à l'âge de 65 ans. Lamon est enterré dans le cimetière presbytérien de Gerrardstown (Sally a été inhumée, elle, à Springfield, Illinois). La maison de Danville construite par le cousin de Lamon, Joseph, est un musée ouvert au public.

## Lamon, un biographe de Lincoln
Après la mort de Lincoln, Lamon a publié deux livres (dont un posthume) sur le président. La plus fameuse des deux biographies a été largement écrite par un nègre, Chauncey Black, le fils de l'ancien procureur général des États-Unis, Jeremiah S. Black. Le livre publié en 1872 sous le titre de La Vie d'Abraham Lincoln : de sa naissance à son investiture (The Life of Abraham Lincoln; From his Birth to his Inauguration) contenait des allégations et des informations personnelles sur Lincoln qui ont paru scandaleuses pour la société du XIXe siècle. Ainsi, une des affirmations la plus choquante, était que Lincoln n'était pas un homme de foi : « M.. Lincoln n'avait jamais été membre d'une quelconque église, pas plus qu'il ne croit en la divinité du Christ, ou en l'inspiration des Écritures ». La base du livre, qui fut un désastre financier, sont les papiers de William Herndon, que Lamon avait acheté entre 2 000 $ et 4 000 $. Peu de temps après sa mort, la fille de Lamon a recueilli et édité de nombreux écrits, jusqu'alors non publiés, dans une biographie du président Souvenirs d'Abraham Lincoln (Recollection of Abraham Lincoln) (1895). Dans ses souvenirs, Lamon est revenu sur son ancien dénigrement du complot de Baltimore de 1861 : « C'est maintenant un fait reconnu qu'à aucun moment, depuis le jour où il a traversé la ligne du Maryland jusqu'à celui de son assassinat, il n'ait été menacé de mort violente, et que sa vie a été épargnée jusqu'à la nuit du 14 avril 1865 seulement grâce à une attention constante et vigilante des gardes placés autour de lui. »

## Perceptions et postérité de Lamon

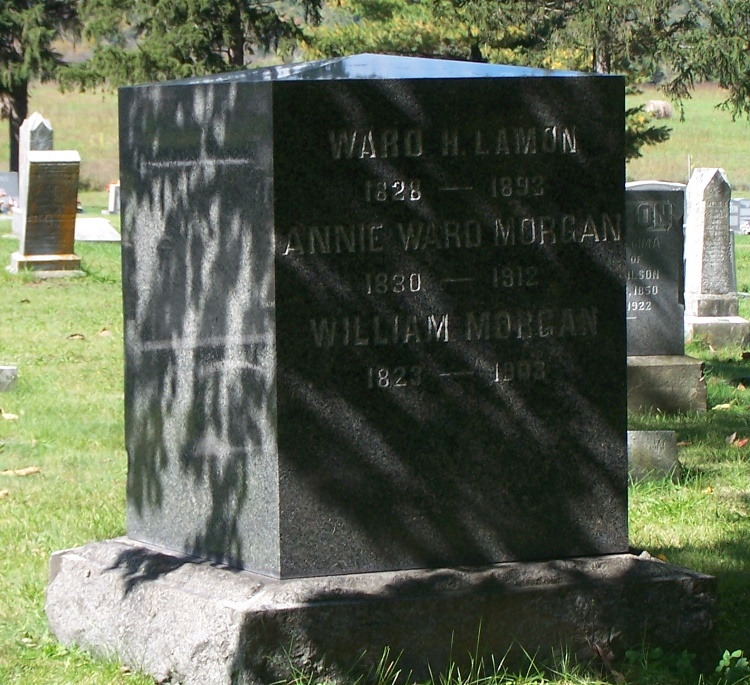
La tombe de Lamon à Gerrardstown en Virginie-Occidentale

Certains contemporains et biographes de Lincoln ont tendance à le traiter avec un mépris désinvolte. En 1862, durant son mandat de marshal, nombre de sénateurs ont appelé à le destituer de sa fonction. Bien que Lincoln ait refusé la demande, le Sénat était capable de réduire certaines de ses attributions officielles et son salaire. L'historien Allan Nevins dans The War for the Union caractérise Lamon comme étant « un grand gaffeur bavard avec plus d'assurance que de discrétion ». Même l'une de ses notes de bas de page qui aborde le voyage controversé à Charleston en 1861, ridiculise encore plus Lamon: « les papiers de Lamon à la Bibliothèque Huntington n'éclairent pas le sujet, sauf pour confirmer son incompétence générale ». Pourtant, tous les jugements ne sont pas négatifs. En 1931, Clint Clay Tilton affirme à plusieurs reprises, la générosité et la bonne humeur de Lamon et le surnomme « le Cavalier ». Quand Lamon a fait campagne pour la réélection de Lincoln en 1864, une chanson a été écrite :

« Un grand homme de bien est Ward Hill Lamon

Abe est Pythias, il est Damon

Il est du Président le protecteur

Il est politiquement son protecteur

Qui ?

Ward Hill Lamon. Ward Hill Lamon »

L'histoire de Lamon est raconté dans un film Saving Lincoln, qui détaille les menaces contre Lincoln du point de vue de Lamon.